# Ali Alipour
Ali Alipour (en persa: علی علیپور‎; Qaem Shahr, Mazandarán, 11 de noviembre de 1995) es un futbolista iraní que juega como delantero en el Persepolis F. C. de la Iran Pro League.
A la edad de 19 años y 185 días se convirtió en el jugador más joven en marcar en el Derbi de Teherán después de anotar en la victoria por 1-0 de Persépolis el 15 de mayo de 2015.